# Anna Netrebko
Anna Yúrievna Netrebko (en ruso: Анна Юрьевна Нетребко; Krasnodar, RSFS de Rusia, Unión Soviética, 18 de septiembre de 1971) es una cantante lírica ruso-austriaca, con tesitura de soprano.

## Carrera artística
Comenzó su carrera artística como conserje en el Teatro Mariinski de San Petersburgo (sede de la Ópera Kírov), donde llamó la atención del director de orquesta Valeri Guérguiev y en consecuencia se hizo su mentor musical. Guiada por Guérguiev, debutó en el Mariinski como Susana en Las bodas de Fígaro. Siguió cantando papeles destacados con la Ópera Kírov, incluyendo Amina en La sonnambula, Pela en La flauta mágica, Rosina en El barbero de Sevilla, y Lucía Di Lammermoor en Lucia di Lammermoor.
En 1995, con veinticuatro años, debutó en Estados Unidos, como Ludmila, en la ópera de Mijaíl Glinka Ruslán y Liudmila en la Ópera de San Francisco. Después de su exitosa representación, se convirtió en frecuente invitada en San Francisco. También apareció en otras ciudades estadounidenses y es conocida como una aclamada intérprete de papeles operísticos rusos, como Ludmila, Natasha en Guerra y paz, Louisa en Compromiso en un monasterio y Marfa en La novia del zar. 
El timbre y flexibilidad vocal de Netrebko la capacitan para incursionar en el repertorio belcantista y romántico, bajo la guía de Claudio Abbado y en un principio perfeccionándose con clases de la famosa soprano italiana Renata Scotto, especialista en el belcanto, cosechó éxitos como Julietta en I Capuleti e i Montecchi, Gilda en Rigoletto, Musetta y Mimi en La bohème y Lucia di Lammermoor en la Ópera de Los Ángeles.
En 2002, Netrebko debutó en el Metropolitan Opera como Natasha, en el estreno en el Met de Guerra y paz. El mismo año, cantó su primera Donna Anna en el Festival de Salzburgo, dirigida por Nikolaus Harnoncourt.
Su repertorio en 2003 incluyó interpretaciones de Violetta en La traviata en Múnich y Donna Anna en la Royal Opera House, Covent Garden. Ese año vio también el lanzamiento de su primer álbum: Opera Arias, que se convirtió en uno de los clásicos más vendidos del año. Su segundo álbum, Sempre Libera, se lanzó al año siguiente. Cantó un Romeo y Julieta con Rolando Villazón, con el que también interpretó L'elisir d'amore como Adina en 2005. El mismo año, cosechó aplausos de público y crítica una vez más junto a Villazón, como Violetta Valéry en La traviata en el Festival de Salzburgo dirigida por Carlo Rizzi.
Ha cantado Guerra y paz, dirigida por Valeri Guérguiev, en el Teatro Real de Madrid (2001). Como Natasha y otras heroínas de la ópera rusa, el timbre y físico privilegiado de la soprano evocan los de Galina Vishnévskaya, musa inspiradora de compositores como Prokófiev, Shostakóvich y Britten.
La voz de Netrebko se caracteriza por tener la suavidad y biografía de flexibilidad de una soprano lírica y la resonancia y oscuro timbre de una soprano lírico spinto. Maneja una amplia tesitura, siendo capaz de alcanzar el Mi bemol sobreagudo de soprano e incluso fa más agudo. Esto le ha permitido cantar personajes como Elvira en I Puritani de Bellini y una alabada Susanna en Las bodas de Fígaro en Salzburgo bajo la dirección de Nikolaus Harnoncourt.
Actuó junto al tenor Plácido Domingo y Rolando Villazón en julio de 2006, con motivo del Mundial de Alemania. La prensa alemana y austríaca han denominado a la pareja Netrebko-Villazón "la pareja soñada de la ópera" (Traumpaar).
En diciembre de 2014, Anna Netrebko entregó un cheque por valor de un millón de rublos (18 500 dólares) para ayudar al Teatro de Ópera y Ballet de Donetsk de la Academia Estatal de Donetsk Anatoli Solovyánenko. La cantante hizo entrega de su donación al presidente del Parlamento de la autoproclamada Unión de Repúblicas Populares de Lugansk y Donetsk, Oleg Tsariov.
Netrebko cantó el himno de Rusia en la inauguración de los Juegos Olímpicos de invierno de 2014 en Sochi, causando polémicas y una protesta incomprensible y tendenciosa en el Metropolitan Opera de Nueva York, con opositores rusos que protestaron contra ella y Guérguiev la noche de estreno de Eugenio Oneguin.
En marzo de 2007, Netrebko anuncia que es embajadora de la organización Aldeas Infantiles SOS en Austria, y será patrocinador de la localidad rusa de Tomilinor.

## Vida privada
Anna Netrebko es hija de un geólogo, Yuri Nikoláievich Netrebko,  y de una ingeniera, Larisa Ivánovna Netrebko. En marzo de 2006, Netrebko solicitó ser ciudadana austriaca, recibiendo su ciudadanía a finales de julio. De acuerdo con una entrevista en las noticias semanales austriacas, vivirá en Viena y Salzburgo. Esto ha provocado polémica en Rusia.
En el verano de 2007 finalizó su relación con el barítono italiano Simone Alberghini. 
En abril de 2008, Netrebko anunció su casamiento con el bajo-barítono uruguayo Erwin Schrott, el 5 de septiembre de ese año nació su hijo Tiago, la soprano anunció que el niño padece de una variante de autismo. La pareja se separó en noviembre de 2013. 
En diciembre de 2015 se casó con el tenor azerbaiyano Yusif Eyvazov.
Netrebko vive en San Petersburgo, Viena y Nueva York.

## Repertorio
| Papel         | Compositor      | Opera                       |
| ------------- | --------------- | --------------------------- |
| Adina         | Donizetti       | L'elisir d'amore            |
| Aida          | Verdi           | Aida                        |
| Amina         | Bellini         | La sonnambula               |
| Anna Bolena   | Donizetti       | Anna Bolena                 |
| Antonia       | Offenbach       | Les contes d'Hoffmann       |
| Antonida      | Glinka          | Una vida por el Zar         |
| Donna Anna    | Mozart          | Don Giovanni                |
| Desdemona     | Verdi           | Otello                      |
| Elvira        | Bellini         | I puritani                  |
| Floria Tosca  | Puccini         | Tosca                       |
| Gilda         | Verdi           | Rigoletto                   |
| Giovanna      | Verdi           | Giovanna d'Arco             |
| Giulietta     | Bellini         | I Capuleti e i Montecchi    |
| Ilia, Elektra | Mozart          | Idomeneo                    |
| Iolanta       | Chaikovski      | Iolanta                     |
| Julieta       | Gounod          | Romeo y Julieta             |
| Lady Macbeth  | Verdi           | Macbeth                     |
| Leonora       | Verdi           | Il trovatore                |
| Louisa        | Prokófiev       | Compromiso en un monasterio |
| Lucia         | Donizetti       | Lucia di Lammermoor         |
| Lyudmila      | Glinka          | Ruslán y Liudmila           |
| Manon         | Massenet        | Manon                       |
| Manon         | Puccini         | Manon Lescaut               |
| Marfa         | Rimski-Kórsakov | La novia del zar            |
| Micaëla       | Bizet           | Carmen                      |
| Mimì          | Puccini         | La bohème                   |
| Musetta       | Puccini         | La bohème                   |
| Natasha       | Prokófiev       | Guerra y paz                |
| Norina        | Donizetti       | Don Pasquale                |
| Pamina        | Mozart          | Die Zauberflöte             |
| Rosina        | Rossini         | Il barbiere di Siviglia     |
| Servilia      | Mozart          | La clemenza di Tito         |
| Susanna       | Mozart          | Le nozze di Figaro          |
| Sylva         | Kálmán          | Die Csárdásfürstin          |
| Tatiana       | Chaikovski      | Eugenio Oneguin             |
| Violetta      | Verdi           | La traviata                 |
| Xenia         | Músorgski       | Borís Godunov               |
| Zerlina       | Mozart          | Don Giovanni                |

## Discografía de referencia
- 1995 "Ruslán y Liudmila"
- 1998 Compromiso en un monasterio
- 1998 El amor de las tres naranjas
- 2003 Opera Arias
- 2004 Sempre Libera
- 2005 La Traviata –
- 2006 Mozart-Album
- 2006 Russian Album
- 2007 Duetos – (con Rolando Villazón)
- 2007 Le Nozze di Figaro – Salzburgo 2006
- 2007 Opera
- 2008 Souvenirs –
- 2008 La Bohème (con Rolando Villazón, München 2007)
- 2009 I Capuleti e i Montecchi (con Elina Garanca, Wiener Konzerthaus 2008)
- 2009 Anna – The best of Anna Netrebko
- 2010 In the Still of Night – Netrebko, Daniel Barenboim
- 2010 Rossini: Stabat Mater – Netrebko, DiDonato, Brownlee, d'Arcangelo
- 2013 Verdi – Netrebko, Noseda
- 2013 Verdi - "Giovanna d'Arco" - Paolo Carignani
- 2013 Britten - War Requiem - Antonio Pappano
- 2014 Richard Strauss - Cuatro últimas canciones - Daniel Barenboim
- 2015 Iolanta – Villaume[8]

DVD
- 1995  Glinka - Ruslan und Liudmila - Valeri Guérguiev
- 1998  Prokófiev - Compromiso en un monasterio - Valeri Guérguiev
- 2002 The Woman, The Voice
- 2006  Verdi - La Traviata  (2005) - Carlo Rizzi
- 2005 Donizetti -L'Elisir d'Amore (Wiener Staatsoper 2005) - Alfred Eschwé
- 2006 Waldbühnenkonzert Berlin
- 2007 Mozart - Le nozze di Figaro - Nikolaus Harnoncourt - Salzburgo 2006
- 2007 Bellini - I Puritani (2007) - Patrick Summers
- 2008 Baden-Baden Operngala
- 2008 Massenet - Manon - Daniel Barenboim (Berliner Staatsoper 2007 con Rolando Villazón)
- 2009 Puccini - La Boheme (2008, film de Robert Dornhelm con Rolando Villazón y Nicole Cabell) Bertrand de Billy
- 2009 Donizetti - Lucia di Lammermoor (Metropolitan Opera, 2009,  Piotr Beczala) Marco Armiliato
- 2011 Donizetti - Don Pasquale (Metropolitan Opera, 2010, James Levine)
- 2011 Donizetti - "Anna Bolena" - Evelino Pidó - Viena 2011
- 2012 Puccini - "La Boheme" - Daniele Gatti - Viena 2012
- 2013 Chaikovski - "Eugenio Oneguin" (Metropolitan Opera, Guérguiev)
- 2013 En vivo desde la Plaza Roja con Dmitri Hvorostovsky
- 2013 Verdi - "Il trovatore" - Daniel Barenboim, Berlín
- 2015 Verdi - "Macbeth" (Metropolitan Opera)

## Premios y distinciones

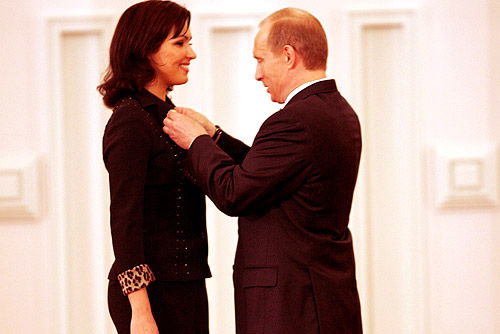
Condecorada por Putin en 2004 como Premio Estatal de la Federación de Rusia

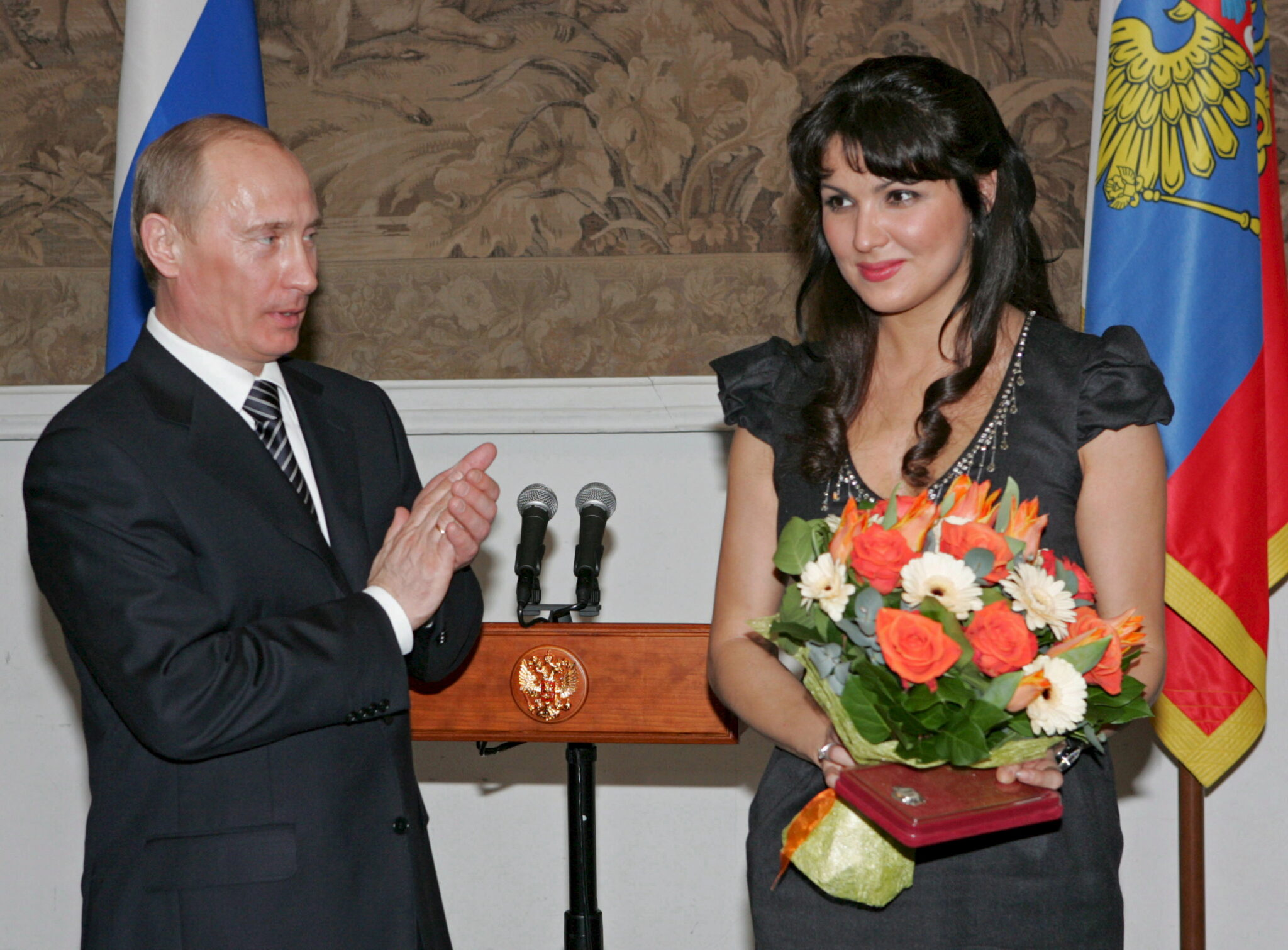
Anna Netrebko junto a Vladímir Putin, quien entregó a la soprano el premio de Artista del Pueblo de Rusia en 2008.

- 1993: Ganadora del Concurso Glinka
- 1997: Premio Báltika al joven cantante - San Petersburgo
- 2004: Premio ECHO cantante del año
- 2004: Amadeus Austrian Music Award cantante del año
- 2004: Premio Estatal de la Federación de Rusia
- 2005: Premio ECHO Klassik
- 2006: Premio Bambi
- 2007: Goldene Feder
- 2007: Premio ECHO
- 2008: Premio Brit
- 2008: Musical América - música del año
- 2008: Artista del Pueblo de Rusia (artes escénicas)[9]
- 2009: Premio ECHO
- 2014: Premio ECHO[10]